# 莱希河畔朗韦德
莱希河畔朗韦德是德国巴伐利亚州的一个市镇。总面积23.56平方公里，总人口7431人，其中男性3737人，女性3694人（2011年12月31日），人口密度315人/平方公里。